# 이경규의 경이로운 습관
이경규의 경이로운 습관은 SBS에서 방영한 프로그램이다.

## 기획의도
일반인들의 나쁜 생활 습관을 관찰 및 건깅한 생활프로그램

## 제작진
- 극본 : 이영심
- 연출 : 안상홍

## 진행자
- 이경규
- 이윤석
- 이윤아